# Trachurus longimanus
Trachurus longimanus es una especie de peces de la familia Carangidae en el orden de los Perciformes.

## Morfología
• Los machos pueden llegar alcanzar los 22 cm de longitud total.

## Distribución geográfica
Se encuentra al sudeste de la  Atlántico y en el Índico.